# Șcheii Brașovului
Șcheii Brașovului, colocvial Șchei, (Șa/ Defileu / Chei); în germană Belgerei, mai recent Obere Vorstadt, în maghiară Bolgárszeg (în traducere din maghiară "Bulgărimea"), este un cartier din municipiul Brașov, fost cartier românesc al Brașovului vechi. Această zonă a orașului, cu aspect mai mult rural, este constituită în special din case mici construite de-a lungul unor străzi înguste, cu grădini pe partea dinspre munți. Ansamblul urban cu acest nume este monument istoric, cu codul  BV-II-s-B-11296.

## Nume
În teritoriile intracarpatice, „Șcheii” sunt înregistrați de cancelaria maghiară ca simple toponime românești, nu ca realități etnice vii. „Schei” (șcheau) mai era folosit pentru a denumi cartiere de credincioși de rit slavon.
De-a lungul timpului localitatea a fost menționată sub diferite nume: „Șchei” (1595) Bolgarszek (1611), Scheu Brașovului, orașul Schei lângă Cetatea Brașovolui (1700), Bolgarsek, Șchei de lângă Brașov (1701), Șchiiaii Brașovului (1708), Bolgaria Brașovului (1723), Șchei lângă cetate Brașovului unde-i zic Bolgara, Șchiai (1724), obștea din Bolgarseghi (1773), sărăcimea obștii Bolgarsegului (1774), Bolgarsec, Biserica Bolgarseghiului (1813), Bolgarsechi (1816), Bolgarsăchiu (1817).
Sextil Pușcariu consideră că cei ce cred că Șcheii e numele ce s-a dat unui cartier al Brașovului după salahorii bulgari veniți să lucreze la zidirea Bisericii Negre în secolul al XIV-lea comit un anacronism (comunitatea română a Scheiului era constituită înainte de venirea acestor bulgari) „Cu toate acestea, unii istorici continuă să pună începuturile Șcheilor in legărură cu venirea acestor bulgari prin faptul că numele lor de „bulgari” n-ar trebui luat în sens etnic, ci geografic”.
Chiar dacă originea Șcheilor Brașov este românească, este posibil ca prezența slavilor, incluzând pe bulgari, să fi fost păstrată în denumirea de șchei.
Ultimele cercetări au dus la concluzia că numele de șchei provine de la un grup de emigranți bulgari practicanți ai Bogomilismului,
așezați printre români, în cartierul românilor ortodocși din Brașov, in secolul al XIV-lea. Bulgarii s-au refugiat în preajma ocupării Bulgariei de către turci. Românii i-au numit "șchei" pe bulgari, în acele vremuri. Unele grupuri de bogomili au ajuns și în Ardeal și în Moldova.

## Istorie
Aici exista, cu mult înainte de înființarea cetății Brașovului medieval, o veche așezare românească cu numele Cătun, ai căror locuitori din vechime erau apărătorii cetății de pe Tâmpa. Această așezare a continuat să existe și după înființarea cetății Brașov, dar după înălțarea zidurilor și a bastioanelor (1455) a rămas în afara incintei. Așezarea de sub cetatea Tâmpa sau „Cătunul” din Șchei este vatra românilor brașoveni. În cătun locuiau paznicii din afara cetății care tocmai din cauza acestei îndatoriri militare erau numiți șchei, adică „iobagi iertați” de stăpânii cetății.
Germanii din Brașov nu au cunoscut în marginea cetății lor (Corona) decât pe români: Wallachi ex Suburbio Coronensi. Toate sursele istorice românești din secolul al XVI-lea știau că Șcheii Brașovului este o zonă cu populație exclusiv românească.
Istoricul Dimitrie Onciul, în 1899, citează pe Miklosich din Die Sprache "der Bulgaren in Siebenburgen. Denkschriften der Akademie der Wissenschaften, Vienna, 1855: 
„În ducatul româno-bulgar din Ardeal, cucerit de Ștefan cel Sfânt, cronicele ungurești arată ca locuitorii și pe Șchiai (Sclavi = Slavi). Încă până astăzi, o suburbia a Brașovului se numește Șchei, Aceștia sunt vechii Sloveni, respândiți peste tot teritoriul Daciei; sub stăpânirea bulgară, ei au fost numiți și Bulgari, ca și Slovenii din Bulgaria. Un rest din această populațiune sloveană s'a păstrat în Ardeal, cu numele de Bulgari încă până în seculul, trecut.  Românii le-au păstrat vechiul nume din timpul anterior stăpânirii bulgare, numindu-i Șchiai sau Șchei (derivat conform foneticei române din Sclavi).”
și specifică în continuare: 
„Cum pe sine, așa și pe conlocuitorii lor slavi, românii nu-i considera ca bulgari, cum numea străinii și pe unii și pe alții în urma stăpânirii bulgare. Acești slavi au dispărut apoi, fiind mai ales românisați, lăsându-ne însă numeroase slavisme în limbă și în nomenclatura topografică a terilor noastre. ”
Conform copiei manuscrisului lui Radu Tempea, publicat în anul 1899 sub titlul Istoria besérecei Șchéilor Brașovului (reeditată de Octavian Șchiau și Livia Bot în 1969), venirea bulgarilor în suburbia Brașovului datează de la sfârșitul secolului al XIV-lea: „Anul 1392 au vinit Bolgarii într-acesta loc, care să zice Bolgarsec.” 
Vasile Olteanu precizează că acest manuscris conține de fapt o copie a cronicii popei Vasile (nepăstrată decât în interpolări și copieri în cronicile germane de la Brașov sau în cronica protopopului Radu Tempea II) care este o istorie a familiei protopopului Vasile, al cărei prim descendent era popa Pătru cel Bătrân (1484), deci nicidecum o cronică a Șcheiului. Tot Vasile Olteanu continuă: „prima frază este o evidentă epenteză impusă intenționat de autoritățile brașovene, ulterior scrierii cronicii, în scopul lipsirii locuitorilor din Șchei de drepturile lor istorice”.  
„Pornind de la aceste supoziții, autoritățile locale au numit Șcheiul „Bolgarsek” sau „Belgerai”, iar românii din Șchei „bulgarus”, în același timp în care Poarta Șcheiului era numită „Walachisches Tor” (Poarta românească), strada principală „Walachiches Burgasse”, iar uneori Șcheiului i se zicea „Walachische Vorstadt”, timp în care domnii de peste munți și autoritățile românești nu foloseau decât numirea de „Șchei”, cum apare și în hrisovul de danie al lui Aron Vodă al Moldovei de la anul 1595.”
Venirea bulgarilor, macedonenilor și aromânilor la Brașov - presupusă a fi legată de nevoia de mână de lucru pentru reconstrucția Bisericii Negre, care fusese distrusă de incursiunile tătarilor din secolul al XIII-lea, rămâne foarte controversată. Lucrările de reconstrucție au debutat în anul 1385 și au durat un secol.
Pe de altă parte, toponimia locală dovedește romanitatea populației prin păstrarea și perpetuarea peste veacuri a unor numiri autohtone ca: Variște, Cutun, Tâmpa, cât și acelor formate în cadrul simbiozei slavo-romane: Ciocrac, Gorița, Cacova, Vagleniște. „Până și pentru limba slavă, în Șchei se folosea în documentele vechi «limba sârbă» și nu «bulgară».”  O ipoteză referitoare la numele Brașovului este că acesta provine de la numele românesc al râului local Bârsa (pronunțat și Bărsa), denumire preluată și transformată mai târziu de slavi în Barsov și în final în Brașov.
Locuitorii Șcheilor nu puteau intra în cetatea Brașovului decât la anumite ore și trebuiau să plătească o taxă la poartă pentru a avea privilegiul de a-și vinde produsele în oraș.

## Cultură

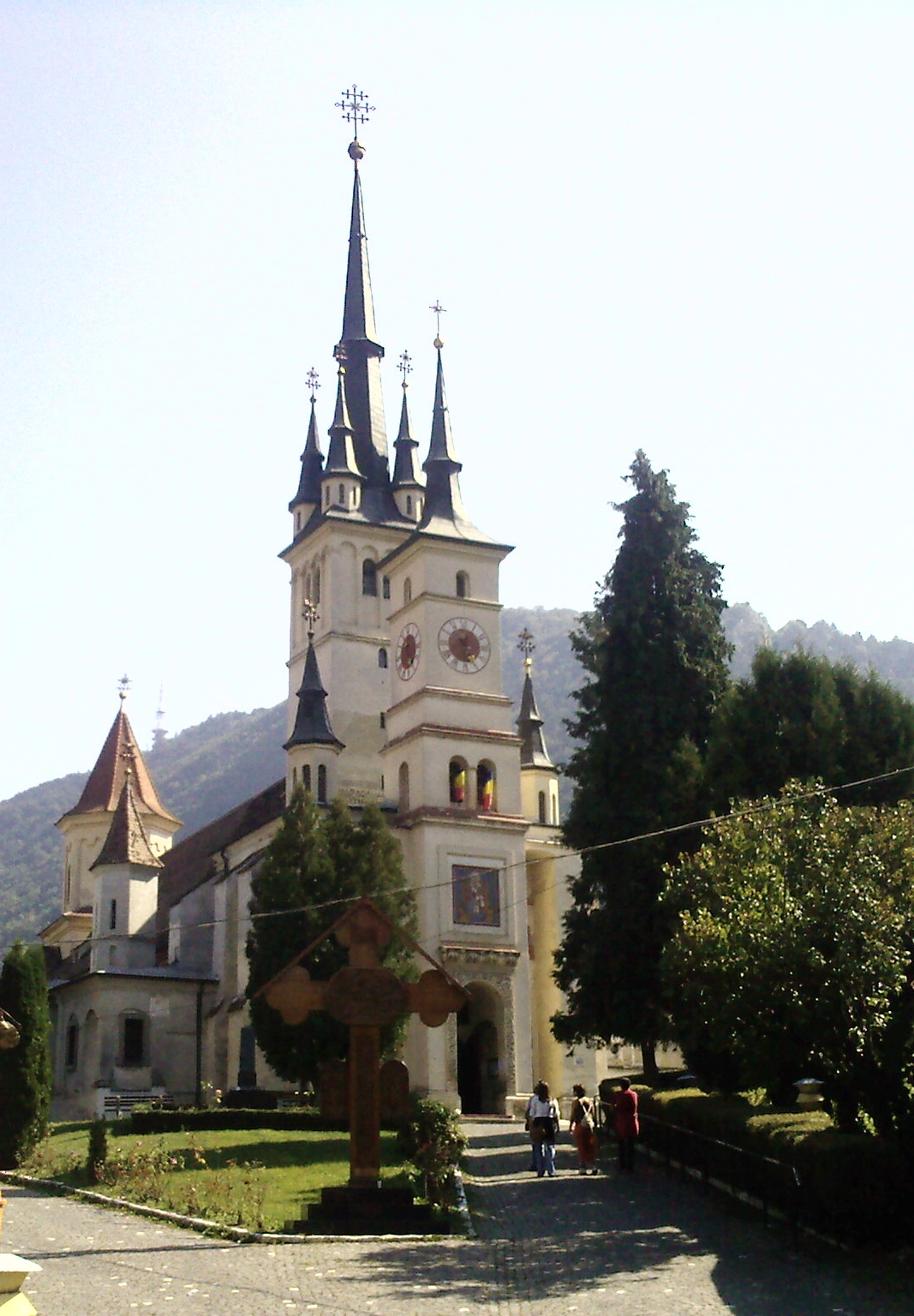
Biserica "Sfântul Nicolae"

### Biserica Română Ortodoxă Sf. Nicolae
Biserica Română Ortodoxă Sfântul Nicolae, care datează aici ca așezământ din 1292, a fost și este socotită pe bună dreptate „catedrala românilor din Țara Bârsei”. Satul românesc de aici, concentrat în jurul lăcașului de cult, pare să fi fost un centru ortodox puternic din moment ce, în anul 1399, papa Bonifaciu al IX-lea cerea într-o bulă convertirea „schismaticilor” („ereticilor”) din Corona.
Se știe că românii din Șchei erau ortodocși. Ortodocșii erau considerați schismatici și chiar eretici de către autoritățile catolice. (În Evul Mediu, în latină Bulgarus, în greacă Boulgaros, însemnă eretic.). Bulgarii erau identificați cu bogomilii și în sud-vestul Franței erau denumiți catari. La aromâni, la albanezi și la sicilieni s-a păstrat denumirea de "schei" pentru slavi în general.

### Prima școală românească

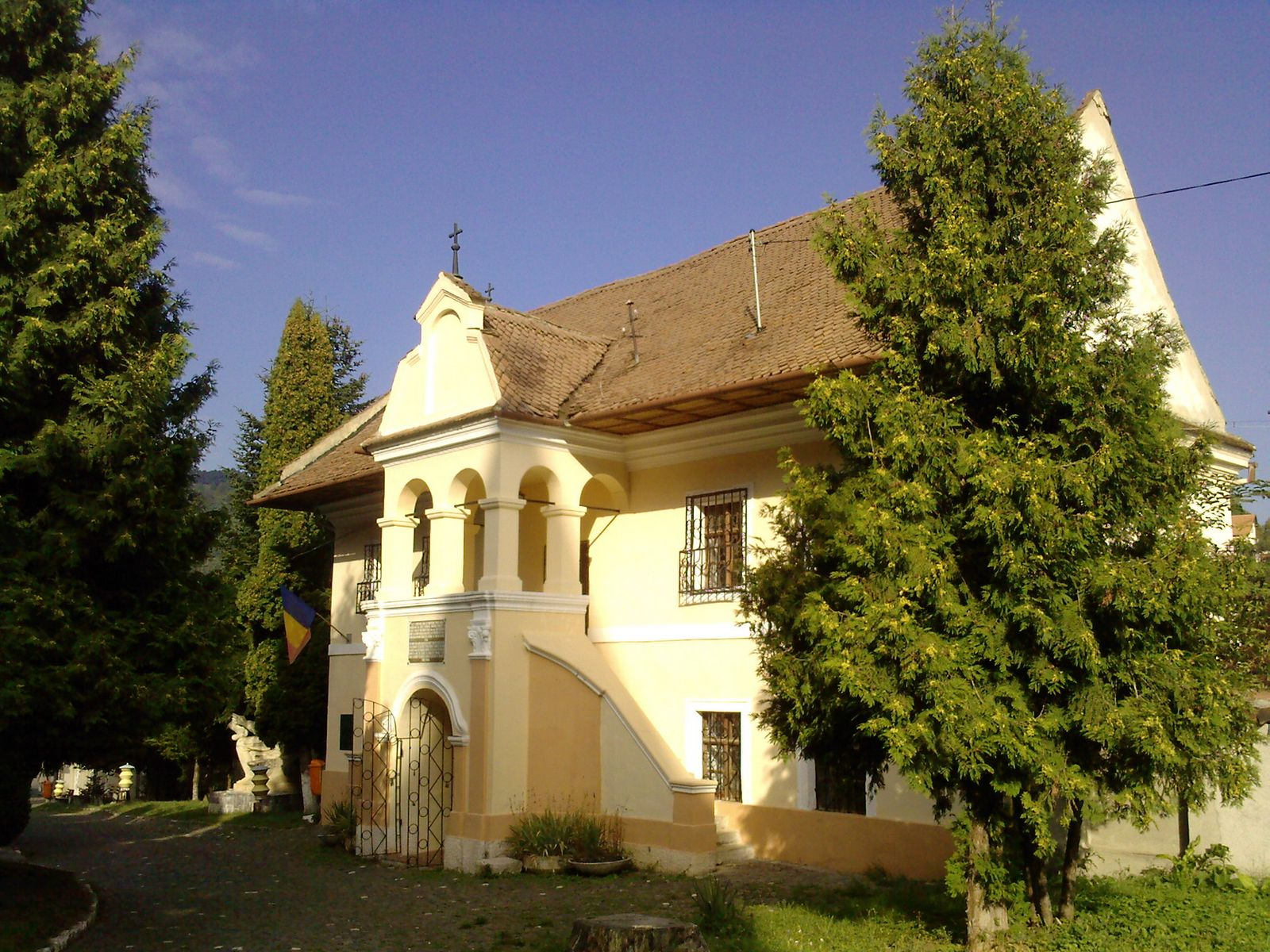
Prima şcoală românescă din Şcheii Braşovului

În Șchei a luat ființă prima școală românească, în curtea și sub protecția Bisericii Sfântul Nicolae. Clădirea școlii, aflată în imediata apropiere a impunătoarei biserici, ilustreaza vechimea invățământului brașovean in limba română. 
Într-un memoriu înaintat de către românii din această parte a orașului autorităților transilvănene, 1495 este menționat ca an al înființării școlii românești: „...s-au zidit biserica și școala la anul 1495”; este posibil sâ fi existat deja o școală din lemn, deoarece pe listele de impozite ale orașului erau consemnați grămătici (traducători) care ar fi putut avea și activități didactice.

### Biserica Evanghelică din Șcheii Brașovului
La sfârșitul sec. al XVIII-lea a fost edificată Biserica Evanghelică din Șcheii Brașovului, situată pe Angergasse (str. Prundului), la nr. 3. Pe aceeași stradă, la numărul 4, se găsește casa în care s-a născut poetul Ștefan Octavian Iosif.

### Biserica Sf. Treime - Pe Tocile
Până la 1781, cei 4184 de credinciosi în 1071 familii din Șcheii Brasovului (după cum dovedesc statisticile timpului) erau slujiți de serviciile religioase ale unei singure biserici, anume Biserica Sf. Nicolae din Șchei. După numeroase memorii, mai ales după ce Iosif al II-lea, la 28 octombrie 1781, emisese decretul de concivitate, prin care se stipula între altele că românii puteau ridica școli și biserici dacă aveau cel putin 100 familii, locuitorii din zona Tocilelor obțin dreptul de a-și ridica o biserică. Potrivit cronicii locale a lui Thomas Tartler, de abia la 31 iulie 1812 „împăratul dădu aprobarea pentru ridicarea unei a doua biserici în Șchei”, în locul unei capele făcute în 1806. Probabil că alături de troița amintită se începuse construcția bisericii din lemn, terminată în anul 1813.

## Imagini

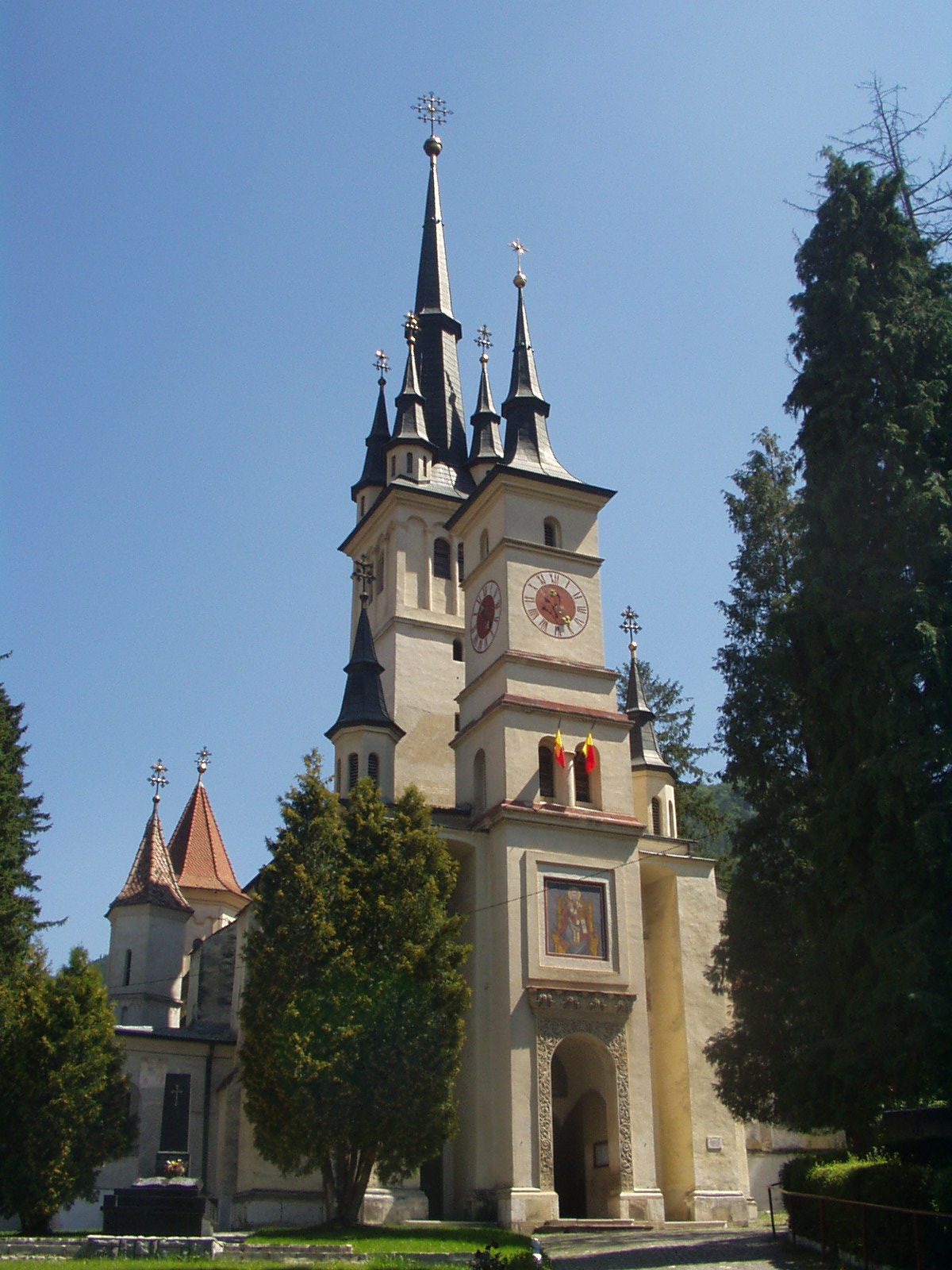
Biserica Sf. Nicolae
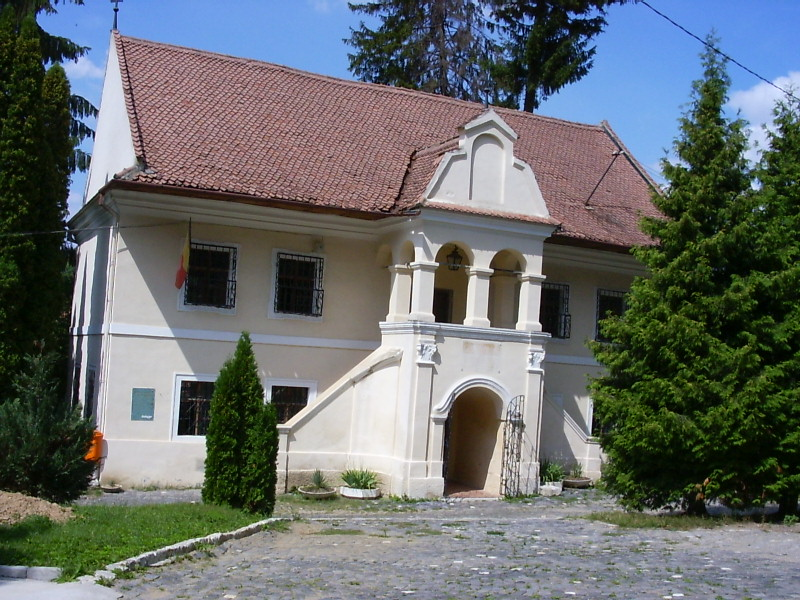
Prima şcoală românească
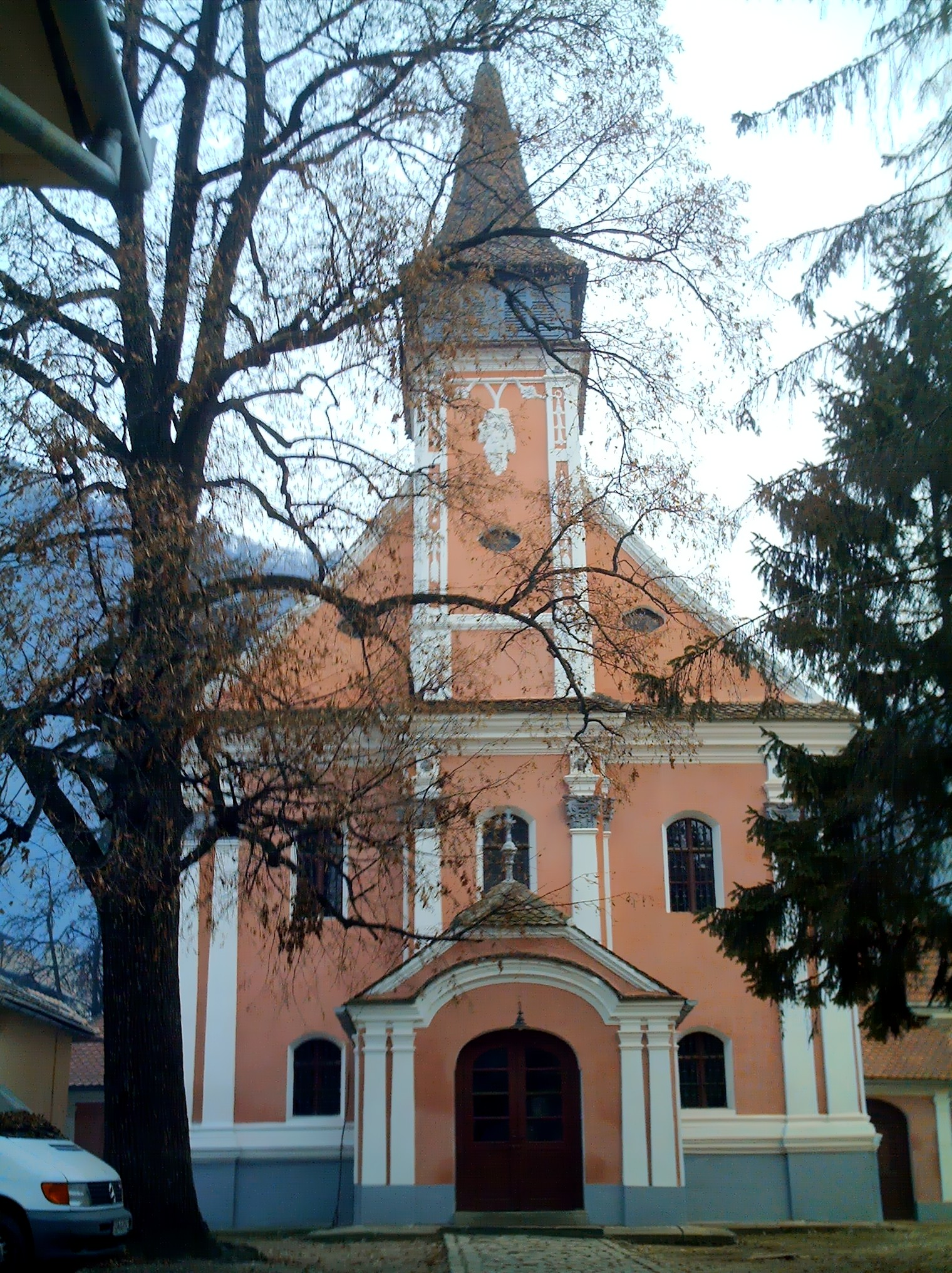
Biserica luterană din Şchei
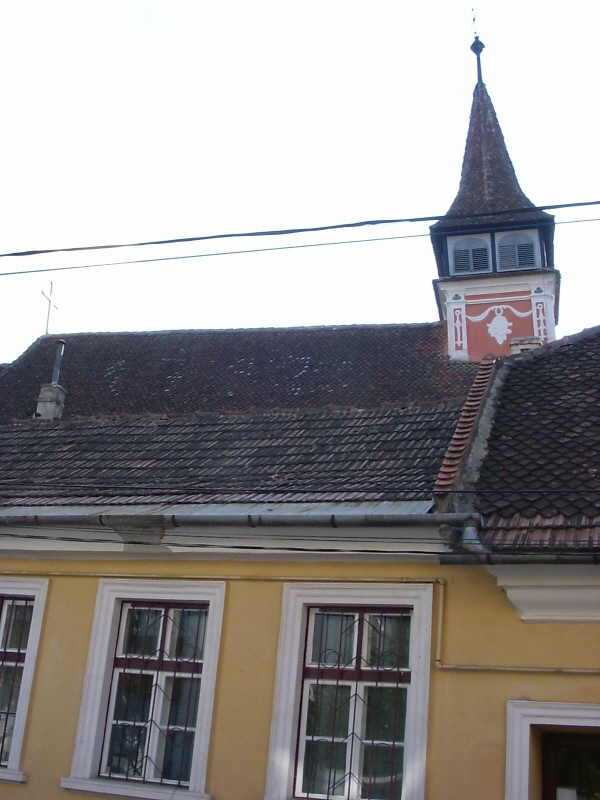
Biserica luterană din Şchei
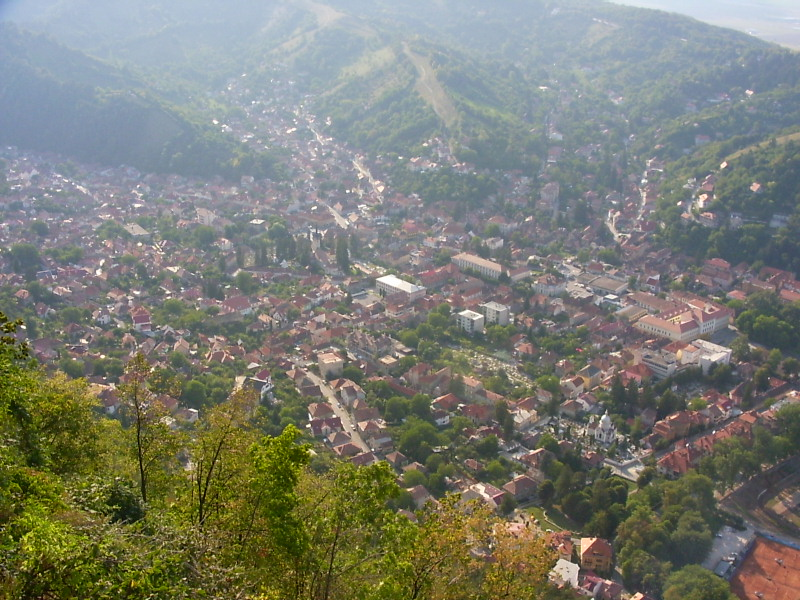
Şcheiul văzut de pe Tâmpa